# Phoenix Suns 2005-2006
La stagione 2005-06 dei Phoenix Suns fu la 38ª nella NBA per la franchigia.
I Phoenix Suns vinsero la Pacific Division della Western Conference con un record di 54-28. Nei play-off vinsero il primo turno con i Los Angeles Lakers (4-3), la semifinale di conference con i Los Angeles Clippers (4-3), perdendo poi la finale di conference con i Dallas Mavericks (4-2).

## Roster
| N° | Naz.                               | Ruolo | Sportivo               | Anno | Alt. | Peso |
| -- | ---------------------------------- | ----- | ---------------------- | ---- | ---- | ---- |
| 1  | Stati Uniti (bandiera)             | GA    | Dijon Thompson         | 1983 | 201  | 88   |
| 2  | Stati Uniti (bandiera)             | A     | Tim Thomas             | 1977 | 208  | 104  |
| 3  | Francia (bandiera)                 | AC    | Boris Diaw             | 1982 | 203  | 98   |
| 10 | Brasile (bandiera)                 | G     | Leandro Barbosa        | 1982 | 191  | 80   |
| 11 | Irlanda (bandiera)                 | AC    | Pat Burke              | 1973 | 211  | 113  |
| 12 | Stati Uniti (bandiera)             | G     | Andre Barrett          | 1982 | 178  | 78   |
| 13 | Canada (bandiera)                  | G     | Steve Nash             | 1974 | 191  | 88   |
| 15 | Stati Uniti (bandiera)             | A     | Josh Davis             | 1980 | 203  | 107  |
| 15 | Georgia (bandiera)                 | A     | Nik'oloz Tskit'ishvili | 1983 | 213  | 102  |
| 19 | Isole Vergini Americane (bandiera) | G     | Raja Bell              | 1976 | 196  | 93   |
| 21 | Stati Uniti (bandiera)             | G     | Jim Jackson            | 1970 | 198  | 100  |
| 22 | Stati Uniti (bandiera)             | A     | James Jones            | 1980 | 203  | 102  |
| 23 | Stati Uniti (bandiera)             | A     | Sharrod Ford           | 1982 | 206  | 102  |
| 31 | Stati Uniti (bandiera)             | A     | Shawn Marion           | 1978 | 201  | 100  |
| 32 | Stati Uniti (bandiera)             | AC    | Amar'e Stoudemire      | 1982 | 208  | 111  |
| 40 | Stati Uniti (bandiera)             | A     | Kurt Thomas            | 1972 | 206  | 104  |
| 50 | Stati Uniti (bandiera)             | G     | Eddie House            | 1978 | 185  | 82   |
| 55 | Stati Uniti (bandiera)             | A     | Brian Grant            | 1972 | 206  | 115  |

## Staff tecnico
- Allenatore: Mike D'Antoni
- Vice-allenatori: Dan D'Antoni, Alvin Gentry, Marc Iavaroni, Phil Weber
- Preparatore atletico: Aaron Nelson
- Assistente preparatore: Mike Elliott
- Preparatore fisico: Mike Phillips